# Список князей Владимирских
Список верховных князей Северо-Восточной Руси. Охватывает период с обособления Ростово-Суздальского княжества от Киевского княжества в 1132 году до момента поглощения Великого княжества Владимирского княжеством Московским к 1389 году.
| По завещанию Ярослава Мудрого Ростов наряду с другими городами Северо-Восточной Руси стал владением его сына, Всеволода Ярославича Переяславского, куда тот посылал наместников. Обособление княжества произошло во время правления Юрия Долгорукого. В 1125 году столица княжества была перенесена в Суздаль, а в 1157 году — во Владимир. |         |                |                |                                                           |
| Князья Ростово-Суздальские |         |                |                |                                                           |
| Имя | Портрет | Годы жизни     | Годы правления | Другие столы                                              |
| Юрий Владимирович Долгорукий |         | ?—1157         | 1113—1149      | Вел. кн. Киевский, 1149—1151 Вел. кн. Киевский, 1155—1157 |
| Василько Юрьевич Поросский |         | ? - после 1161 | 1149—1151      |                                                           |
| Юрий Владимирович Долгорукий |         | ?—1157         | 1151—1157      | Вел. кн. Киевский, 1149—1151 Вел. кн. Киевский, 1155—1157 |
| Андрей Юрьевич Боголюбский |         | ок. 1111—1174  | 1157—1174      |                                                           |
| В 1169 году Андрей Боголюбский захватил Киев и был признан великим князем, но при этом не переехал туда, как происходило раньше. С этого времени Северо-Восточная Русь с центром во Владимире получает великокняжеский статус и становится одной из четырёх наиболее влиятельных русских земель. После монгольского нашествия владимирские князья Ярослав Всеволодович (1243) и его сын Александр Невский (1249) были признаны в Орде старейшими на Руси, благодаря чему Владимир стал номинальной столицей русских земель. С начала XIV века владимирские великие князья стали использовать в своём великокняжеском титуле приставку «всея Руси». |         |                |                |                                                           |

| Великие князья Владимирские |         |                 |                | |
| Имя | Портрет | Годы жизни      | Годы правления | Другие столы |
| Ярополк Ростиславич |         | ? — после 1196  | 1174—1175      | |
| Михалко Юрьевич |         | ?—1176          | 1175—1176      | |
| Всеволод Юрьевич Большое Гнездо |         | 1154—1212       | 1176—1212      | Вел. кн. Киевский, 1173 |
| Юрий Всеволодович |         | 1188—1238       | 1212—1216      | |
| Константин Всеволодович |         | 1186—1218       | 1216—1218      | кн. Новгородский, 1205—1207 |
| Юрий Всеволодович (повторно) |         | 1188—1238       | 1218—1238      | |
| Ярослав Всеволодович |         | 1191—1246       | 1238—1246      | кн. Переяславский, 1201—1206 кн. Рязанский, 1208 кн. Новгородский, 1215—1216 кн. Новгородский, 1222—1223 кн. Новгородский, 1226—1229 кн. Новгородский, 1231—1236 Вел. кн. Киевский, 1236—1238, 1243—1246 |
| Святослав Всеволодович |         | 1196—1252       | 1246—1248      | кн. Новгородский, 1200—1205 кн. Новгородский, 1207—1210 |
| Михаил Ярославич Хоробрит |         | возм. 1229—1248 | 1248           | |
| Андрей Ярославич |         | ок. 1222—1264   | 1248—1252      | |
| Александр Ярославич Невский |         | 1221—1263       | 1252—1263      | кн. Новгородский, 1236—1240 кн. Новгородский, 1241—1252 кн. Новгородский, 1257—1263 Вел. кн. Киевский, 1249—1263                                                                                         |
| Александр Невский был последним князем, княжившим непосредственно во Владимире. После его смерти Северо-Восточная Русь распалась на полтора десятка княжеств. Территорию собственно Великого княжества Владимирского получал в Орде по ярлыку один из удельных князей, который совершал во Владимире обряд интронизации, но оставался жить в родовом княжестве. Так как территория Великого княжества Владимирского оставалась весьма обширной, её обладатель получал не только формальное верховенство, но и реальный перевес сил над остальными князьями. |         |                 |                | |

| Ярослав Ярославич Тверской |  | 1230—1271     | 1263—1271 | кн. Тверской, 1247—1271 кн. Новгородский, 1255—1256 кн. Новгородский, 1266—1267                                                                      |
| Василий Ярославич Костромской |  | 1241—1276     | 1272—1276 | кн. Костромской, 1247—1276 |
| Дмитрий Александрович Переяславский |  | 1250—1294     | 1276—1281 | кн. Переяславль-Залесский, 1263—1294 кн. Новгородский, 1260—1263 кн. Новгородский, 1272—1273 кн. Новгородский, 1276—1281 кн. Новгородский, 1285—1292 |
| Андрей Александрович Городецкий |  | ок. 1255—1304 | 1281—1283 | кн. Городецкий, 1264—1276 кн. Костромской, 1276—1293 кн. Новгородский, 1281—1285 кн. Новгородский, 1292—1304 кн. Костромской, 1296—1304              |
| Дмитрий Александрович Переяславский (повторно) |  | 1250—1294     | 1283—1294 | кн. Переяславль-Залесский, 1263—1294 кн. Новгородский, 1260—1263 кн. Новгородский, 1272—1273 кн. Новгородский, 1276—1281 кн. Новгородский, 1285—1292 |
| Андрей Александрович Городецкий (повторно) |  | ок. 1255—1304 | 1294—1304 | кн. Городецкий, 1264—1276 кн. Костромской, 1276—1293 кн. Новгородский, 1281—1285 кн. Новгородский, 1292—1304 кн. Костромской, 1296—1304              |
| Михаил Ярославич Тверской |  | 1271—1318     | 1304—1318 | кн. Тверской, 1282/1286—1318 |
| Юрий Даниилович Московский |  | 1281—1325     | 1319—1322 | кн. Московский, 1303—1325 кн. Новгородский, 1322—1325                                                                                                |
| Дмитрий Михайлович Грозные Очи Тверской |  | 1299—1326     | 1322—1326 | кн. Тверской, 1318—1326 |
| Александр Михайлович Тверской |  | 1301—1339     | 1326—1327 | кн. Новгородский, 1325—1327 кн. Тверской, 1326—1327 кн. Тверской, 1338—1339                                                                          |
| Александр Васильевич Суздальский |  | ?—1331        | 1328—1331 | кн. Суздальский, 1309—1331 |
| Иван Данилович Калита Московский |  | 1288—1340     | 1328—1340 | кн. Московский, 1325—1340 кн. Новгородский, 1328—1337                                                                                                |
| Симеон Иванович Гордый Московский |  | 1317—1353     | 1340—1353 | кн. Московский, 1340—1353 кн. Новгородский, 1346—1353                                                                                                |
| Иван Иванович Красный Московский |  | 1326—1359     | 1353—1359 | кн. Московский, 1353—1359 кн. Новгородский, 1355—1359                                                                                                |
| Дмитрий Константинович Нижегородско-Суздальский |  | 1322—1383     | 1360—1363 | кн. Суздальский, 1355—1365 Вел. кн. Нижегородско-Суздальский, 1365—1383                                                                              |
| Дмитрий Иванович Донской Московский |  | 1350—1389     | 1363—1389 | кн. Московский, 1359—1389 |
| В 1389 году по завещанию Дмитрия Донского его сын Василий Дмитриевич принял великое княжение как «свою отчину». С этого времени княжества Владимирское и Московское неотделимы друг от друга. Далее см. Великие князья Московские |  |               |           | |